# Noche al Dente
Noche al Dente Fue un programa de televisión argentino humorístico y de entrevistas emitido por América TV desde el 20 de marzo de 2023 y hasta el 22 de diciembre de 2024. La conducción está a cargo del actor y cantante Fernando Dente.

## Sinopsis
Con Fernando Dente a la cabeza, el programa ofrece una combinación única de música, humor y entretenimiento. Cada noche, un invitado especial comparte sus experiencias más fascinantes mientras, acompañado por una banda en vivo, recorre las canciones que han dejado huella en su vida.

## Episodios

### Temporada 1 (2023)
Para ver la lista de invitados haga clic en Mostrar.
| N.º | Fecha de emisión                   | Invitados                                                                         | Rating |
| --- | ---------------------------------- | --------------------------------------------------------------------------------- | ------ |
| 1   | Lunes, 20 de marzo de 2023         | Martín Bossi y Nahuel Pennisi                                                     | 1.5    |
| 2   | Martes, 21 de marzo de 2023        | Darío Barassi                                                                     | 1.6    |
| 3   | Miércoles, 22 de marzo de 2023     | China Suárez                                                                      | 2.1    |
| 4   | Jueves, 23 de marzo de 2023        | Paula Chaves                                                                      | 0.8    |
| 5   | Viernes, 24 de marzo de 2023       | Diego Leuco                                                                       | 1.4    |
| 6   | Lunes, 27 de marzo de 2023         | Mauricio Dayub y Dalia Gutmann                                                    | 1.4    |
| 7   | Martes, 28 de marzo de 2023        | Tomás Kirzner y Malena Guinzburg                                                  | 1.1    |
| 8   | Miércoles, 29 de marzo de 2023     | Julieta Nair Calvo                                                                | 2.2    |
| 9   | Jueves, 30 de marzo de 2023        | Karina "La Princesita"                                                            | 2.5    |
| 10  | Viernes, 31 de marzo de 2023       | Cazzu                                                                             | 2.2    |
| 11  | Lunes, 3 de abril de 2023          | Romina Giardina y Benito Cerati                                                   | 2.5    |
| 12  | Martes, 4 de abril de 2023         | Mariano Martínez                                                                  | 2.0    |
| 13  | Miércoles, 5 de abril de 2023      | Juan Carlos Baglietto y Lito Vitale                                               | 2.1    |
| 14  | Jueves, 6 de abril de 2023         | Matías Martin                                                                     | 2.1    |
| 15  | Viernes, 7 de abril de 2023        | Darío Barassi (programa repetido)                                                 | 2.8    |
| 16  | Lunes, 10 de abril de 2023         | Florencia Vigna                                                                   | 2.7    |
| 17  | Martes, 11 de abril de 2023        | Ángela Torres                                                                     | 2.6    |
| 18  | Miércoles, 12 de abril de 2023     | Joaquín Levinton                                                                  | 2.1    |
| 19  | Jueves, 13 de abril de 2023        | Mariana Genesio Peña                                                              | 2.9    |
| 20  | Viernes, 14 de abril de 2023       | Gastón Soffritti y Candelaria Molfese                                             | 2.0    |
| 21  | Lunes, 17 de abril de 2023         | Patricia Sosa                                                                     | 2.4    |
| 22  | Martes, 18 de abril de 2023        | Sebastián Wainraich                                                               | 2.0    |
| 23  | Miércoles, 19 de abril de 2023     | Agustín "Rada" Aristaran                                                          | 1.9    |
| 24  | Jueves, 20 de abril de 2023        | Pedro Alfonso                                                                     | 2.7    |
| 25  | Viernes, 21 de abril de 2023       | Pablo Echarri                                                                     | 1.9    |
| 26  | Lunes, 24 de abril de 2023         | Dani La Chepi                                                                     | 3.2    |
| 27  | Martes, 25 de abril de 2023        | Denise Dumas                                                                      | 2.5    |
| 28  | Miércoles, 26 de abril de 2023     | Nancy Dupláa                                                                      | 2.2    |
| 29  | Jueves, 27 de abril de 2023        | Marcela Kloosterboer                                                              | 2.2    |
| 30  | Viernes, 28 de abril de 2023       | Maru Botana                                                                       | 2.8    |
| 31  | Lunes, 1 de mayo de 2023           | Sandra Mihanovich                                                                 | 2.3    |
| 32  | Martes, 2 de mayo de 2023          | Malena Guinzburg, Fernanda Metilli, Connie Ballarini y Natalia Carulias           | 2.3    |
| 33  | Miércoles, 3 de mayo de 2023       | Zaira Nara                                                                        | 2.2    |
| 34  | Jueves, 4 de mayo de 2023          | Gimena Accardi                                                                    | 2.7    |
| 35  | Viernes, 5 de mayo de 2023         | Sofía Zámolo                                                                      | 2.8    |
| 36  | Lunes, 8 de mayo de 2023           | Martín "Campi" Campilongo, Peto Menahem y Osqui Guzmán                            | 1.9    |
| 37  | Martes, 9 de mayo de 2023          | Natalie Pérez                                                                     | 2.6    |
| 38  | Miércoles, 10 de mayo de 2023      | Federico Bal                                                                      | 2.2    |
| 39  | Jueves, 11 de mayo de 2023         | José María Listorti                                                               | 2.2    |
| 40  | Viernes, 12 de mayo de 2023        | Martín Seefeld                                                                    | 2.3    |
| 41  | Lunes, 15 de mayo de 2023          | El Pollo Álvarez                                                                  | 2.5    |
| 42  | Martes, 16 de mayo de 2023         | Belu Lucius                                                                       | 2.5    |
| 43  | Miércoles, 17 de mayo de 2023      | Florencia Torrente                                                                | 2.3    |
| 44  | Jueves, 18 de mayo de 2023         | J Mena                                                                            | 2.5    |
| 45  | Viernes, 19 de mayo de 2023        | Pamela David                                                                      | 2.6    |
| 46  | Lunes, 22 de mayo de 2023          | Ángela Leiva                                                                      | 3.0    |
| 47  | Martes, 23 de mayo de 2023         | Nestor en Bloque                                                                  | 2.6    |
| 48  | Miércoles 24 de mayo de 2023       | Violeta Urtizberea                                                                | 2.1    |
| 49  | Jueves 25 de mayo de 2023          | Brenda Asnicar                                                                    | 2.0    |
| 50  | Viernes 26 de mayo de 2023         | Pachu Peña                                                                        | 1.6    |
| 51  | Lunes 29 de mayo de 2023           | Nicolás Occhiato                                                                  | 2.4    |
| 52  | Martes 30 de mayo de 2023          | Nicolás Vázquez                                                                   | 2.3    |
| 53  | Miércoles 31 de mayo de 2023       | Costa                                                                             | 2.6    |
| 54  | Jueves 1 de junio de 2023          | Claudia Fontán                                                                    | 2.5    |
| 55  | Viernes 2 de junio de 2023         | Dolores Fonzi                                                                     | 2.5    |
| 56  | Lunes 5 de junio de 2023           | Sabrina Rojas                                                                     | 3.0    |
| 57  | Martes 6 de junio de 2023          | Imanol Arias y Jon Arias                                                          | 2.3    |
| 58  | Miércoles 7 de junio de 2023       | Rodrigo Tapari                                                                    | 2.9    |
| 59  | Jueves 8 de junio de 2023          | Karina Mazzocco                                                                   | 3.3    |
| 60  | Viernes 9 de junio de 2023         | Eugenia Tobal                                                                     | 2.1    |
| 61  | Lunes 12 de junio de 2023          | Roberto Moldavsky                                                                 | 2.2    |
| 62  | Martes 13 de junio de 2023         | Luciano "Tirri" Giugno                                                            | 2.6    |
| 63  | Miércoles 14 de junio de 2023      | Alejandro Lerner                                                                  | 2.4    |
| 64  | jueves 15 de junio de 2023         | Cecilia Milone                                                                    | 2.7    |
| 65  | Viernes 16 de junio de 2023        | Nati Jota                                                                         | 2.5    |
| 66  | Lunes 19 de junio de 2023          | Julieta Díaz                                                                      | 2.5    |
| 67  | Martes 20 de junio de 2023         | Raúl Lavié                                                                        | 2.3    |
| 68  | Miércoles 21 de junio de 2023      | Callejero Fino                                                                    | 2.7    |
| 69  | Jueves 22 de junio de 2023         | Nicolás Riera                                                                     | 2.7    |
| 70  | Viernes 23 de junio de 2023        | Kike Teruel                                                                       | 2.5    |
| 71  | Lunes 26 de junio de 2023          | Camila Homs                                                                       | 2.1    |
| 72  | Martes 27 de junio de 2023         | Diego Topa                                                                        | 3.0    |
| 73  | Miércoles 28 de junio de 2023      | Federico D'Elía                                                                   | 3.1    |
| 74  | Jueves 29 de junio de 2023         | Anabel Cherubito                                                                  | 2.9    |
| 75  | Viernes 30 de junio de 2023        | José María Muscari                                                                | 2.9    |
| 76  | Lunes 3 de julio de 2023           | Sofía Morandi y el elenco de Heathers                                             | 2.6    |
| 77  | Martes 4 de junio de 2023          | Laurita Fernández                                                                 | 3.2    |
| 78  | Miércoles 5 de julio de 2023       | Chino Leunis                                                                      | 2.8    |
| 79  | Jueves 6 de julio de 2023          | Natalia Oreiro                                                                    | 3.4    |
| 80  | Viernes 7 de julio de 2023         | Brenda Gandini                                                                    | 2.7    |
| 81  | Lunes 10 de julio de 2023          | Julieta Poggio                                                                    |        |
| 82  | Martes 11 de julio de 2023         | Rocío Quiróz                                                                      |        |
| 83  | Miércoles 12 de julio de 2023      | Los Pericos                                                                       |        |
| 84  | Jueves 13 de julio de 2023         | Soledad Silveyra                                                                  |        |
| 85  | Viernes 14 de julio de 2023        | Benjamín Amadeo                                                                   |        |
| 86  | Lunes 17 de julio de 2023          | Nacha Guevara                                                                     |        |
| 87  | Martes 18 de julio de 2023         | Soledad                                                                           |        |
| 88  | Miércoles 19 de julio de 2023      | El Polaco                                                                         |        |
| 89  | Jueves 20 de julio de 2023         | Osvaldo Laport                                                                    |        |
| 90  | Viernes 21 de julio de 2023        | Los Caligaris y Lizardo Ponce                                                     |        |
| 91  | Lunes 24 de julio de 2023          | Paz Martínez                                                                      |        |
| 92  | Martes 25 de julio de 2023         | Gonzalo Heredia                                                                   |        |
| 93  | Miércoles 26 de julio de 2023      | Luisa Albinoni                                                                    |        |
| 94  | Jueves 27 de julio de 2023         | Fernán Mirás                                                                      |        |
| 95  | Viernes 28 de julio de 2023        | Coki Ramírez                                                                      |        |
| 96  | Lunes 31 de julio de 2023          | Sergio "Maravilla" Martínez                                                       |        |
| 97  | Martes 1 de agosto de 2023         | Freddy Villarreal                                                                 |        |
| 98  | Miércoles 2 de agosto de 2023      | Laura Esquivel                                                                    |        |
| 99  | Juebes 3 de agosto de 2023         | Nito Mestre                                                                       |        |
| 100 | Viernes 4 de agosto de 2023        | Hernán Drago                                                                      |        |
| 101 | Lunes 7 de agosto de 2023          | Noelia Pompa                                                                      |        |
| 102 | Martes 8 de agosto de 2023         | Carna y Claudia                                                                   |        |
| 103 | Miércoles 9 de agosto de 2023      | Noelia Pompa                                                                      |        |
| 104 | Jueves 10 de agosto de 2023        | Sofía "Jujuy" Jiménez                                                             |        |
| 105 | Viernes 11 de agosto de 2023       | Guido Zaffora y Brian Sarmiento                                                   |        |
| 106 | Lunes 14 de agosto de 2023         | Natalia Pastoruti                                                                 |        |
| 107 | Martes 15 de agosto de 2023        | Nicolás Magaldi                                                                   |        |
| 108 | Miércoles 16 de agosto de 2023     | Julieta Cardinali                                                                 |        |
| 109 | Jueves 18 de agosto de 2023        | Emmanuel Horvilleur                                                               |        |
| 110 | Viernes 19 de agosto de 2023       | La Tora y Nacho                                                                   |        |
| 111 | Lunes 21 de agosto de 2023         | Nicolás Cabré                                                                     |        |
| 112 | Martes 22 de agosto de 2023        | Esteban Lamote y cierre musical con Ruggiero                                      |        |
| 113 | Miércoles 23 de agosto de 2023     | Flor de la V                                                                      |        |
| 114 | Jueves 24 de agosto de 2023        | Pampita Ardohain con musical de Querido Evan                                      |        |
| 115 | Viernes 25 de agosto de 2023       | Drácula, el musical (Juan Rodó, Cecilia Milone, Ángel Mahler)                     |        |
| 116 | Lunes 28 de agosto de 2023         | Valeria Lynch                                                                     |        |
| 117 | Martes 29 de agosto de 2023        | Elena Roger                                                                       |        |
| 118 | Miércoles 30 de agosto de 2023     | César "Banana" Pueyrredon                                                         |        |
| 119 | Jueves 31 de agosto de 2023        | Los palmeras                                                                      |        |
| 120 | Viernes 1 de septiembre de 2023    | Ráfaga                                                                            |        |
| 121 | Lunes 4 de septiembre de 2023      | Marcela Morelo                                                                    |        |
| 122 | Martes 5 de septiembre de 2023     | Araceli González                                                                  |        |
| 123 | Miércoles 6 de septiembre de 2023  | Natalie Pérez                                                                     |        |
| 124 | Jueves 7 de septiembre de 2023     | José Sacristan y Raúl Porchetto                                                   |        |
| 125 | Viernes 8 de septiembre de 2023    | Roberto Moldavsky                                                                 |        |
| 126 | Lunes 11 de septiembre de 2023     | Víctor Heredia                                                                    |        |
| 127 | Martes 12 de septiembre de 2023    | Momi Giardina y Juli Castro                                                       |        |
| 128 | Miércoles 13 de septiembre de 2023 | Ale Sergi y Juliana Gattas (Miranda!)                                             |        |
| 129 | Jueves 14 de septiembre de 2023    | Verónica Llinás                                                                   |        |
| 130 | Viernes 15 de septiembre de 2023   | Lola Latorre                                                                      |        |
| 131 | Lunes 18 de septiembre de 2023     | Cristian Castro                                                                   |        |
| 132 | Martes 19 de septiembre de 2023    | Dani "La Chepi"                                                                   |        |
| 133 | Miércoles 20 de septiembre de 2023 | Ingrid Grudke                                                                     |        |
| 134 | Jueves 21 de septiembre de 2023    | Diego Topa                                                                        |        |
| 135 | Viernes 22 de septiembre de 2023   |                                                                                   |        |
| 136 | Lunes 25 de septiembre de 2023     | Luciano Pereyra                                                                   |        |
| 137 | Martes 26 de septiembre de 2023    | Julieta Ortega                                                                    |        |
| 138 | Miércoles 27 de septiembre de 2023 | Flor Vigna                                                                        |        |
| 139 | Jueves 28 de septiembre de 2023    | Nicolás Francella                                                                 |        |
| 140 | Viernes 29 de septiembre de 2023   | Los Totora                                                                        |        |
| 141 | Lunes 2 de octubre de 2023         | Nahuel Penisi                                                                     |        |
| 142 | Martes 3 de octubre d 2023         | Charlotte Caniggia                                                                |        |
| 143 | Miércoles 4 de octubre de 2023     | Anabel Sánchez                                                                    |        |
| 144 | Jueves 5 de octubre de 2023        | Flavia Palmiero                                                                   |        |
| 145 | Viernes 6 de octubre de 2023       | Los mosqueteros: Jorge Suáres, Freddy Villareal, Nicolás Cabré y Nicolás Scarpino |        |
| 146 | Lunes 9 de octubre de 2023         | Valeria Mazza y su hija Taína                                                     |        |
| 147 | Martes 10 de octubre de 2023       | David Lebón                                                                       |        |
| 148 | Miércoles 11 de octubre de 2023    | Noelia Marzol                                                                     |        |
| 149 | Jueves 12 de octubre de 2023       | Mercedes Morán                                                                    |        |
| 150 | Viernes 13 de octubre de 2023      |                                                                                   |        |
| 151 | Lunes 16 de octubre de 2023        | Joaquín Furriel                                                                   |        |
| 152 | Martes 17 de octubre de 2023       | Coty Romero                                                                       |        |
| 153 | Miércoles 18 de octubre de 2023    | Andrea Rincón                                                                     |        |
| 154 | Jueves 19 de octubre de 2023       |                                                                                   |        |
| 155 | Viernes 20 de octubre de 2023      |                                                                                   |        |

### Temporada 2 (2024)
Para ver la lista de invitados haga clic en Mostrar.
| N.º | Fecha de emisión                | Invitados                                                             | Rating |
| --- | ------------------------------- | --------------------------------------------------------------------- | ------ |
| 1   | martes 30 de enero de 2024      | L-Gante                                                               |        |
| 2   | miércoles 31 de enero de 2024   | Coti Sorokin                                                          |        |
| 3   | Jueves 1 de febrero de 2024     | Evelyn Botto                                                          |        |
| 4   | Viernes 2 de febrero de 2024    | REI                                                                   |        |
| 5   | Lunes 5 de febrero de 2024      | Ángela Leiva                                                          |        |
| 6   | Martes 6 de febrero de 2024     | LukRa                                                                 |        |
| 7   | Miércoles 7 de febrero de 2024  | Rocío Quiróz                                                          |        |
| 8   | jueves 8 de febrero de 2024     | Ramiro Bueno                                                          |        |
| 9   | Viernes 9 de febrero de 2024    | Luciano "El Tirri" Giugno y Mariela "Mimi" Alvarado                   |        |
| 10  | Lunes 12 de febrero de 2024     | Coti Sorokin                                                          |        |
| 11  | Martes 13 de febrero de 2024    | Rei                                                                   |        |
| 12  | Miércoles 14 de febrero de 2024 | Andrea Politti                                                        |        |
| 13  | Jueves 15 de febrero de 2024    | Ricardo Pashkus                                                       |        |
| 14  | Viernes 16 de ferberro de 2024  | Cecilia "Caramelito" Carrizo                                          |        |
| 15  | Lunes 19 de febrero de 2024     | Luis Brandoni                                                         |        |
| 16  | Martes 20 de febrero de 2024    | Arturo Puig y Selva Alemán                                            |        |
| 17  | Miércoles 21 de febrero de 2024 | Maru Botana                                                           |        |
| 18  | Jueves 22 de febrero de 2024    | Marcela Morelo                                                        |        |
| 19  | Viernes 23 de febrero de 2024   | Turco García y Diego Díaz                                             |        |
| 20  | Lunes 26 de febrero de 2024     | Tuli Acosta                                                           |        |
| 21  | Martes 27 de febrero de 2024    | Soledad Silveyra y Osvaldo Laport                                     |        |
| 22  | Miércoles 28 de febrero de 2024 | Migue Granados                                                        |        |
| 23  | Jueves 29 de febrero de 2024    | Baby Etchecopar                                                       |        |
| 24  | Viernes 30 de febrero ed 2024   | Yayo Guridi, Mariano Martínez, Bicho Gómez                            |        |
| 25  | Lunes 4 de marzo de 2024        | Mario Pergolini                                                       |        |
| 26  | Martes 5 de marzo de 2024       | Esmeralda Mitre                                                       |        |
| 27  | Miércoles 6 de marzo de 2024    | Dolli Irigoyen                                                        |        |
| 28  | Jueves 7 de marzo de 2024       | Luis Ventura                                                          |        |
| 29  | Viernes 8 de marzo de 2024      | Luck Ra                                                               |        |
| 30  | Lunes 11 de marzo de 2024       | El Chaqueño Palavecino                                                |        |
| 31  | Martes 12 de marzo de 2024      | Juan Minujín                                                          |        |
| 32  | Miércoles 13 de marzo de 2024   | Damián Betular                                                        |        |
| 33  | Jueves 14 de marzo de 2024      | Coco Sily                                                             |        |
| 34  | Viernes 15 de marzo de 2024     | Carlos Perciavalle y Jimmy Castilhos                                  |        |
| 35  | Lunes 18 de marzo de 2024       | Facundo Arana                                                         |        |
| 36  | Martes 19 de marzo de 2024      | María Eugenia Ritó                                                    |        |
| 37  | Miécoles 20 de marzo de 2024    | Flor Vigna                                                            |        |
| 38  | Jueves 21 de marzo de 2024      | Oriana Sabatini                                                       |        |
| 39  | Viernes 22 de marzo de 2024     | Julián Weich                                                          |        |
| 40  | Lunes 25 de marzo de 2024       | Carolina Papaleo                                                      |        |
| 41  | Martes 26 de marzo de 2024      | Catherine Fulop                                                       |        |
| 42  | Miércoles 27 de marzo ed 2024   | Teté Coustarot                                                        |        |
| 43  | Jueves 28 de marzo de 2024      | Alfredo Casero                                                        |        |
| 44  | Viernes 29 de marzo de 2024     | Programa de mejores momentos                                          |        |
| 45  | Lunes 1 de abril de 2024        | Repetición del programa del 28 de ferbero del 2024 con Migue Granados |        |
| 46  | Martes 2 de abril de 2024       | Raquel Mancini                                                        |        |
| 47  | Miércoles 3 de abril de 2024    | Narda Lepes                                                           |        |
| 48  | Jueves 4 de abril de 2024       | Nito Artaza y Miguel Ángel Cherutti                                   |        |
| 49  | Viernes 5 de abril de 2024      | Fabián Mazzei                                                         |        |
| 50  | Lunes 8 de abril de 2024        | Marixa Balli                                                          |        |
| 51  | Martes 9 de abril de 2024       | Miguel del Sel y el Chino Volpato                                     |        |
| 52  | Miércoles 10 de abril de 2024   | Mónica Ayos                                                           |        |
| 53  | Jueves 11 de abril de 2024      | Rodolfo Ranni                                                         |        |
| 54  | Viernes 12 de abril de 2024     | Luis Fonsi                                                            |        |
| 55  | Lunes 15 de abril de 2024       | Gladys Florimonte                                                     |        |
| 56  | Martes 16 de abril de 2024      | Costa                                                                 |        |
| 57  | Miércoles 17 de abril de 2024   | Amalia "Yuyito" González                                              |        |
| 58  | Jueves 18 de abril de 2024      | Oscar Martínez                                                        |        |
| 59  | Viernes 19 de abril de 2024     | "Pollo" Vignolo                                                       |        |
| 60  | Lunes 22 de abril de 2024       | Iliana calabró                                                        |        |
| 61  | Martes 23 de abril de 2024      | Leo García                                                            |        |
| 62  | Miércoles 24 de abril de 2024   | Sabrina Rojas                                                         |        |
| 63  | Jueves 25 de abril de 2024      | Raúl Lavié y Quique Teruel                                            |        |
| 64  | Viernes 26 de abril de 2024     | Gustavo López                                                         |        |
| 65  | Lunes 29 de abril de 2024       | Hilda Lizarazu y Lito Vitale                                          |        |
| 66  | Martes 30 de abril de 2024      | Sandra Mihanovich                                                     |        |
| 67  | Miércoles 1 de mayo de 2024     |                                                                       |        |
| 68  | Jueves 2 de mayo de 2024        | Dany "La Chepi"                                                       |        |
| 70  | Viernes 3 de mayo de 2024       |                                                                       |        |
| 71  | Lunes 6 de mayo de 2024         | Mercedes Funes y Luciano Cáceres                                      |        |
| 72  | Martes 7 de mayo de 2024        | Andrea Frigerio                                                       |        |
| 73  | Miércoles 8 de mayo de 2024     | Mirta Busnelli y Anita Pauls                                          |        |
| 74  | Jueves 9 de mayo de 2024        | Isabel Macedo                                                         |        |
| 75  | Viernes 10 de mayo de 2024      | Galia Moldavsky y Eial Moldavsky                                      |        |
| 76  | Lunes 13 de mayo de 2024        | Benjamín Rojas                                                        |        |
| 77  | Martes 14 de mayo de 2024       | Danna                                                                 |        |
| 78  | Miércoles 15 de mayo de 2024    | Emanero                                                               |        |
| 79  | Jueves 16 de mayo de 2024       | Coscu                                                                 |        |
| 80  | Viernes 17 de mayo de 2024      | Silvina Escudero y Vanina Escudero                                    |        |
| 81  | Lunes 20 de mayo de 2024        | Luciano Castro                                                        |        |
| 82  | Martes 21 de mayo de 2024       | Paula Chaves                                                          |        |
| 83  | Miércoles 22 de mayo de 2024    | Gladys "la bomba" tucumana y Tyago Griffo                             |        |
| 84  | Jueves 23 de mayo de 2024       | Leo Montero                                                           |        |
| 85  | Viernes 24 de mayo de 2024      | Sofía Zámolo                                                          |        |
| 86  | Lunes 27 de mayo de 2024        | Luis Brandoni y Eduardo Blanco                                        |        |
| 87  | Martes 28 de mayo de 2024       | Emanuel Ortega                                                        |        |
| 88  | Miércoles 29 de mayo de 2024    | Pedro Capó                                                            |        |
| 89  | Jueves 30 de mayo de 2024       | Fabián Medina Flores                                                  |        |
| 90  | Viernes 31 de mayo de 2024      | Ángela Leiva y Agustín "Rada" Aristaran                               |        |
| 91  | Lunes 3 de junio de 2024        | Julieta Ortega y José María Muscari                                   |        |
| 92  | Martes 4 de junio de 2024       | Patricia Sosa                                                         |        |
| 93  | Miércoles 5 de junio de 2024    | Julieta Prandi                                                        |        |
| 94  | Jueves 6 de junio de 2024       | Lauti Gram y Miguel "Conejito" Alejandro                              |        |
| 95  | Viernes 7 de junio de 2024      | Verónica Llinás y Darío Lopilato \| Martín "Trinche" Dardik           |        |
| 96  | Lunes 10 de junio de 2024       | Roberto Moldavsky                                                     |        |
| 97  | Martes 11 de junio de 2024      | Lito Vitale y Jairo                                                   |        |
| 98  | Miércoles 12 de junio de 2024   | Natalie Weber y                                                       |        |

     Programa más visto
     Programa menos visto